# 一乗院 (南さつま市)
一乗院（いちじょういん）は現在の鹿児島県南さつま市坊津町坊（門前）にかつて存在していた真言宗の寺院。山号は如意珠山であった。鹿児島県指定史跡。

## 沿革
寺伝等によると百済の僧・日羅の建立とされるが、実在がはっきりするのは南北朝時代からである。紀伊国根来寺の別院、後には京の仁和寺の別院として栄えたが、その背景にあったのは坊津が古代から大陸との貿易港として重要な役割を果たしていたことが挙げられる。戦後の発掘調査で一乗院跡地から大量の中国陶磁器が出土したことから見て、一乗院もその貿易に関与していたことが考えられる。
江戸時代に入ってからも藩主である島津氏の尊崇を受け、藩内屈指の有力寺院であったが、明治2年に廃仏毀釈により廃絶。その後坊泊小学校が跡地に開校し、2013年（平成25年）に坊津町泊の高太朗公園に南さつま市立坊津学園として移転するまで学校の敷地内となっていた。
現在は仁王石像一対や一乗院の歴代上人の墓などが残っている。上人墓は「四角墓」と呼ばれる石組みの井戸のような日本には余り例のない特殊な形式をしている。また、難を逃れた寺宝の一部は坊津歴史資料センター輝津館に所蔵されている。

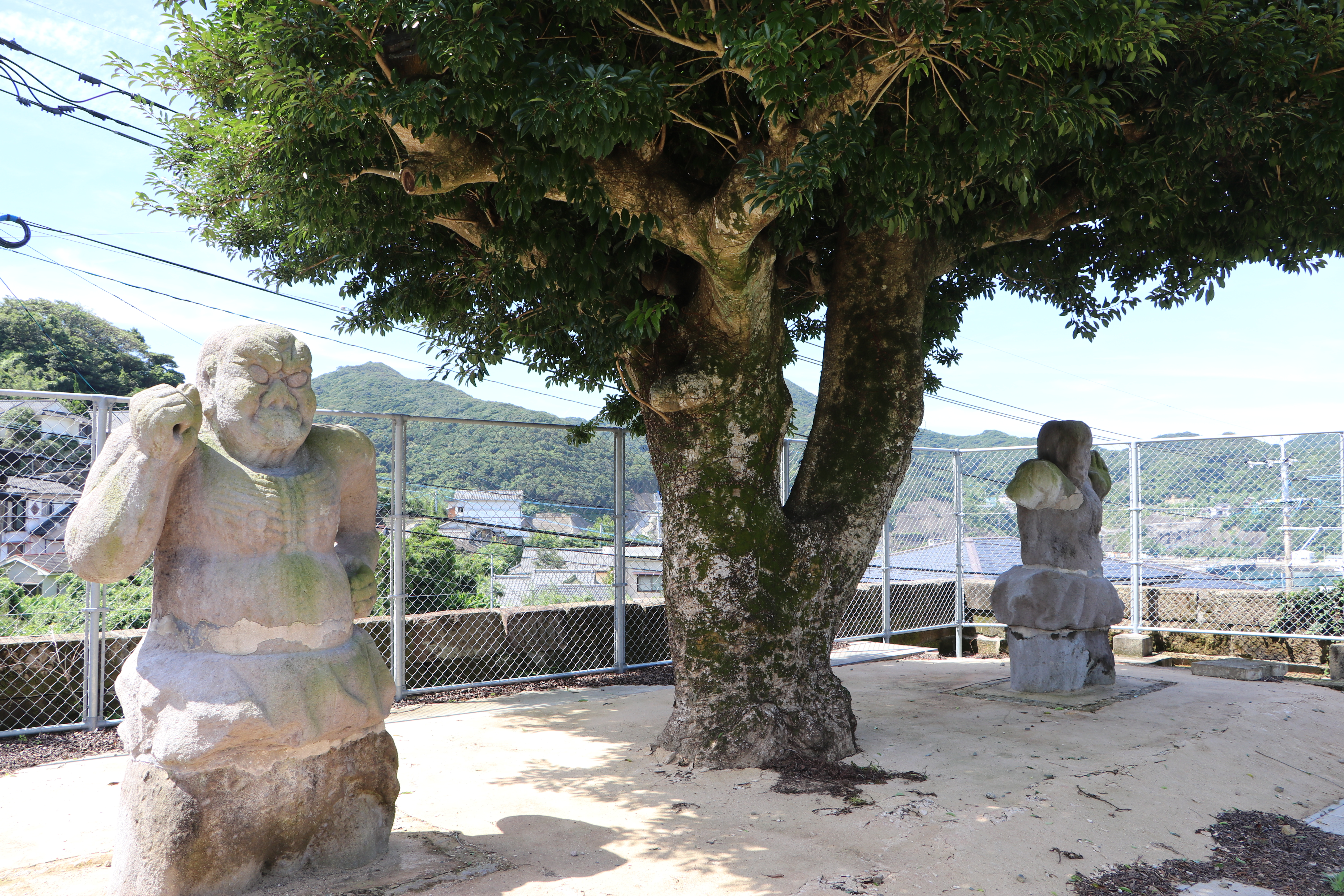
一乗院の仁王像
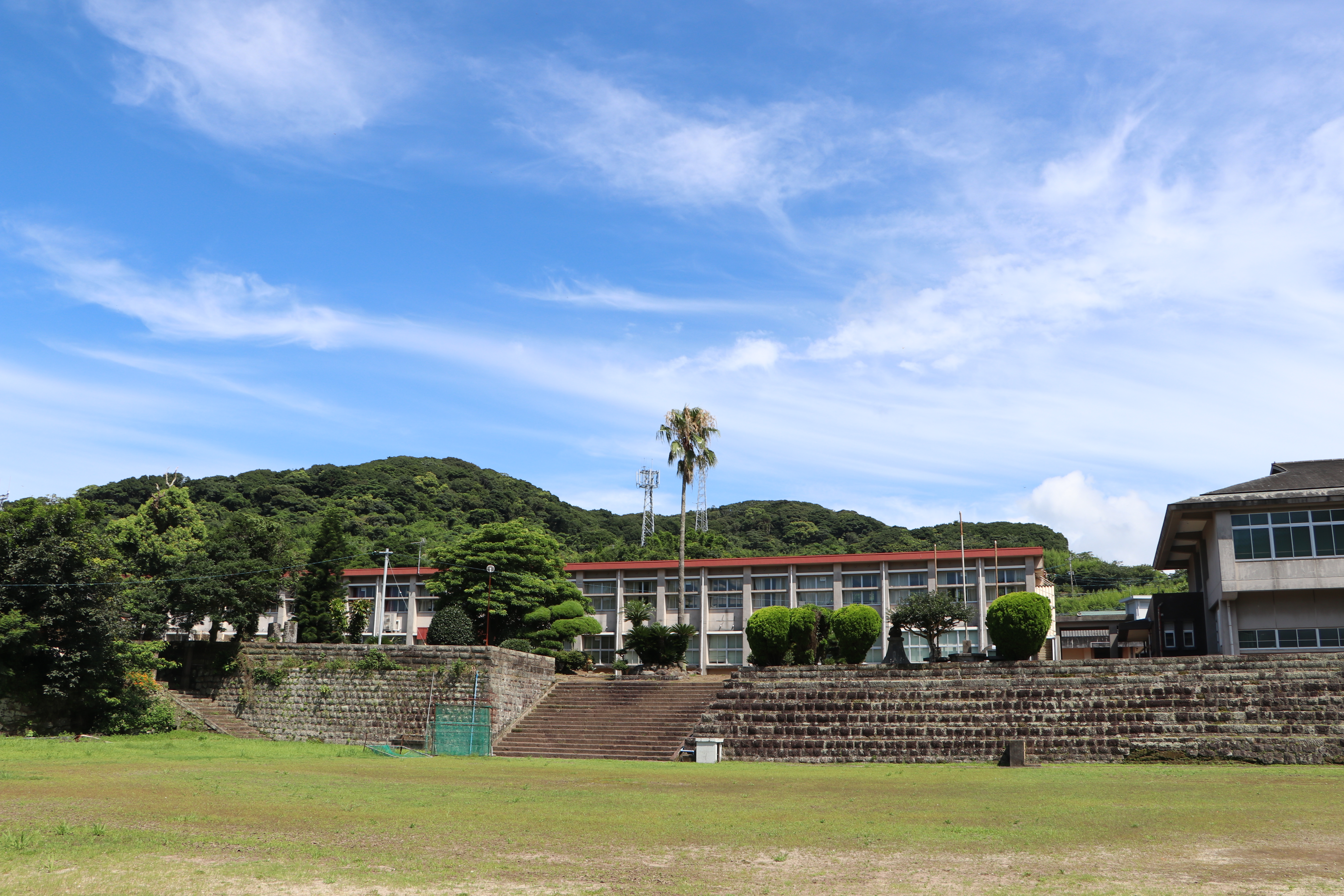
一乗院跡地（旧坊泊小学校）

## エピソード
中世の興福寺の中で大乗院と一乗院という2塔頭が威勢を競っていたのは有名な話だが、偶然にも薩摩藩においてこの一乗院と大乗院という全くの同名の寺院が藩内一の真言宗寺院の立場を競って争っていた。

## 参照資料
- 西海金剛峯如意珠山龍厳寺一乗院 三国名勝図会 26巻 坊泊